# George Stone (biskop)
George Stone, född 1708 i London, död där den 19 december 1764, var en engelsk prelat.
Stone fick snabb kyrklig befordran genom sin bror Andrew, understatssekreterare och nära vän med Georg II och Georg III. Så blev han redan 1747 ärkebiskop av Armagh, Irlands primas. Han verkade mer som politiker än kyrkoman, stödde kraftigt det engelska regementet över Irland, men förde en tolerant politik mot de romerska katolikerna. Stone utgav åtskilliga band predikningar.